# Margaret Mhango Mwanakatwe

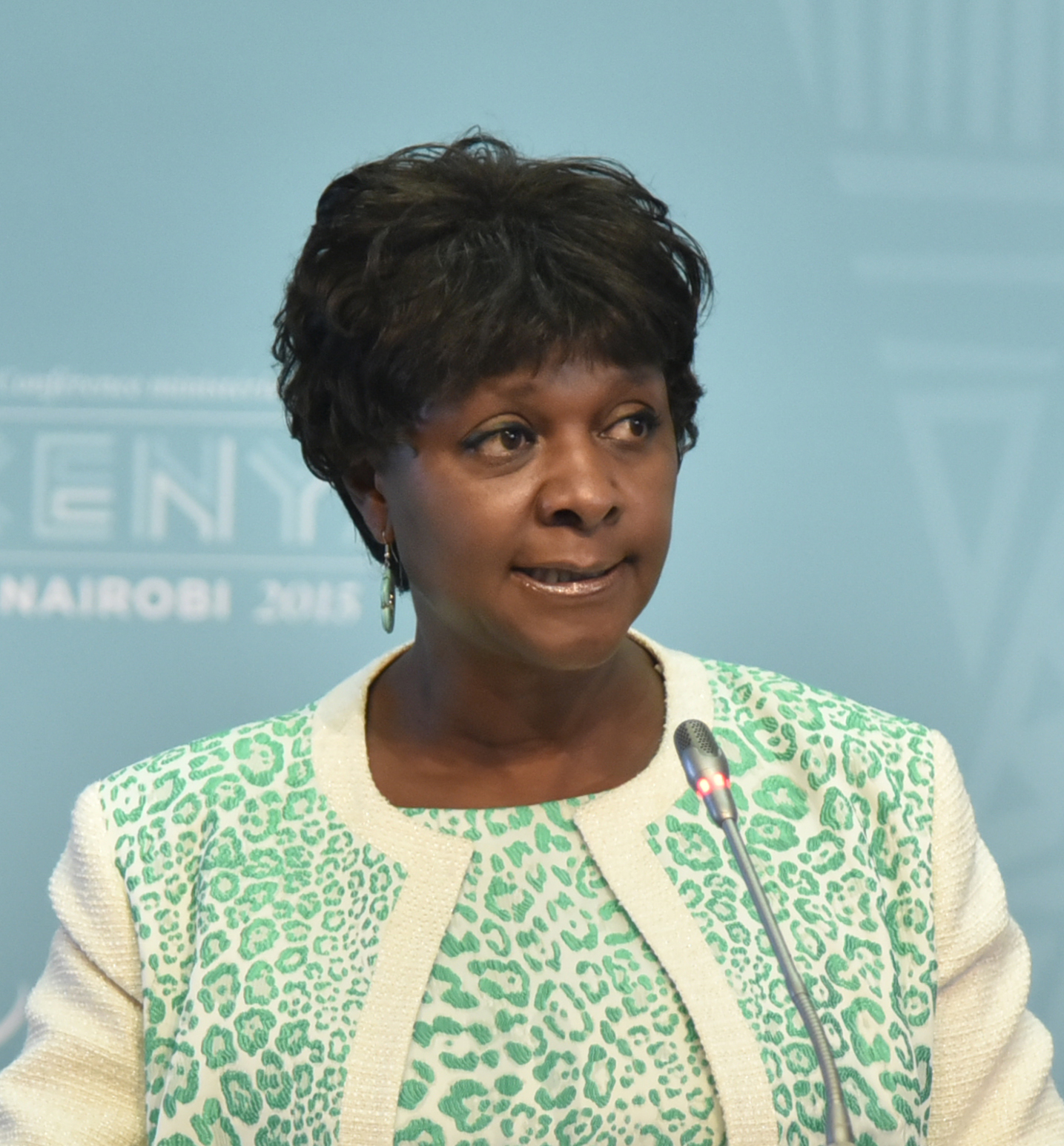
Margaret Mhango Mwanakatwe

Margaret Mhango Mwanakatwe (* 1. November 1961) ist eine sambische Politikerin der Patriotic Front (PF).

## Leben
Margaret Mhango Mwanakatwe absolvierte ein Studium der Betriebswirtschaftslehre, das sie mit einem Bachelor of Business Administration (B.B.A.) beendete. Nach der Zulassung als Chartered Certified Accountant bei der Association of Chartered Certified Accountants (ACCA) war sie als Rechnungsprüferin tätig. Sie war mehrere Jahre für die britische Universalbank Barclays tätig, und für diese zwischen 2001 und 2008 Geschäftsführende Direktorin der Barclays Bank of Zambia sowie zugleich von 2004 bis 2009 Geschäftsführende Direktorin der Barclays Bank of Ghana PLC. Im Anschluss fungierte sie von März 2009 bis Mai 2011 als Geschäftsführende Direktorin der United Bank for Africa in Uganda sowie zwischen 2011 und 2015 Direktorin für Unternehmensentwicklung in den englischsprachigen Staaten in der Zentrale der United Bank for Africa in Lagos.
Sie wurde nach dem Amtsantritt von Präsident Edgar Lungu im Januar 2015 als Vertreterin der Patriotic Front (PF) für einen der acht vom Präsidenten zu vergebenden Sitze der Nationalversammlung Sambias benannt. Zugleich wurde sie vom Präsidenten im Februar 2015 als Nachfolgerin von Robert Sichinga zur Ministerin für Unternehmen, Handel und Industrie in dessen Kabinett berufen.
Bei der Wahl vom 11. August 2016 wurde sie als Kandidatin der PF zum Mitglied der Nationalversammlung gewählt und vertritt dort den Wahlkreis Lusaka Central. Zugleich berief er sie erneut zur Ministerin für Unternehmen, Handel und Industrie in sein Kabinett.